# کوه لارابی
کوه لارابی (به انگلیسی: Mount Larrabee) یک کوه در ایالات متحده آمریکا است. کوه لارابی ۲٬۳۹۷٫۲۸ متر بالاتر از سطح دریا واقع شده‌است.